# Голта (станція)
Голта — проміжна залізнична станція Одеської дирекції Одеської залізниці на лінії Побережжя — Підгородна між станціями Кінецьпіль (11 км) та Орлик (7,7 км). Розташована в середмісті Голти Миколаївської області.

## Історія
Станція відкрита 1 (13) вересня 1867 року під первинною назвою Ольвіополь у складі дільниці Балта — Ольвіополь. Роком пізніше відкрито дільницю Ольвіополь — Єлисаветград. У 1882 році станцію перейменовано на Голту. З 1973 по 2023 роки існувала під назвою Первомайськ-на-Бузі за назвою однойменного міста, у якому вона розташована. 18 липня 2023 року станцію Первомайськ-на-Бузі перейменовано на Голту.

## Інфраструктура
До складу вокзального комплексу станції Голта входять: будівля вокзалу, перонний туалет (безкоштовний), дві пасажирські платформи, привокзальна площа.
Будівля вокзалу триповерхова. На першому поверсі — операційний зал, сполучений із касовою залою і двома залами очікування, платний туалет. Для людей з обмеженими можливостями пересування пристосовано 2 туалети: один в операційному залі, другий у платному туалеті. На другому поверсі — зал очікування, кімната матері та дитини, заклад громадського харчування (ресторан-кафе), адміністративні приміщення. На третьому поверсі — службові приміщення. Розрахункова місткість вокзалу становить 400 осіб на добу.
Через існуючий графік пасажирських перевезень, що виконується «Укрзалізницею», можливості залізничного вокзалу станції Голта не використовуються на повну потужність, попри гостру необхідність населення у залізничних перевезеннях по всій країні.
Зручним є і розташування міського автовокзалу, що розташований у п'ятнадцятихвилинній пішій доступності від залізничного вокзалу станції Голта.

## Пасажирське сполучення
З 2012 року місто залишилося без будь-якого пасажирського залізничного сполучення. До вокзалу станції через освітлену платформу перевозили хіба що щебінь. За відновлення пасажирського сполучення з півдня на захід України містяни боролися понад два роки. 11 грудня 2017 року, пізно вночі, на станцію прибув довгоочікуваний поїзд, який активісти зустрічали з танцями та смаколиками. Від цієї дати через станцію щоденно курсує новим маршрутом нічний швидкий поїзд № 119/120 сполученням Запоріжжя — Львів. З 18 березня 2020 року, через карантинні обмеження, спричинені поширенням захворювань на COVID-19, курсування поїзда тимчасово було скасовано. З 1 квітня 2021 року відновлено курсування поїзда № 119/120 сполученням Запоріжжя — Львів.
Станом на 2023 рік через станцію прямують пасажирські поїзди далекого сполучення до кінцевих станцій Дніпро-Головний, Краматорськ, Львів, Одеса-Головна, Харків-Пасажирський, Київ-Пасажирський, оскільки міст через Південний Буг у Вознесенську на головному ході Помічна — Колосівка — Одеса-Головна був зруйнований на початку повномасштабного вторгнення в Україну, і поїзди з Помічної до Одеси прямують в обхід цієї ділянки через Голту, Врадіївку, Балту, Подільськ та Роздільну.
Приміське сполучення здійснюється двома парами поїздів на день до кінцевих станцій Подільськ та Помічна.